# Bazylika św. Andrzeja w Mantui
Bazylika konkatedralna św. Andrzeja Apostoła (wł. Basilica Concattedrale di Sant’Andrea Apostolo), powszechnie znana jako Bazylika św. Andrzeja (wł. Basilica di Sant'Andrea) – rzymskokatolicka świątynia znajdująca się we włoskim mieście Mantua, konkatedra diecezji Mantui.

## Historia
W 804 roku, w miejscu znalezienia relikwii Krwi Pańskiej, rozpoczęto budowę niewielkiego kościoła. W 1037 roku stał się on częścią klasztoru benedyktynów. W 1054 relikwie przeniesiono do kościelnej krypty, a w 1057 świątynię przebudowano. W 1470 roku poeta, malarz i architekt Leone Battista Alberti przedstawił markizowi Ludwikowi Gonzadze koncepcję budowy nowego kościoła. Prace budowlane rozpoczęto w 1472 roku, z powodu śmierci Albertiego do 1490 kierował nimi Luca Fancelli.  W 1530 ukończono budowę transeptu i prezbiterium, a 1590 – przebudowę krypty wg projektu Antonia Marii Vianiego. W 1732 roku wzniesiono kopułę wg projektu Filippa Juvary i Carla Nicoliniego. W trakcie remontu w 1828 roku fasadę przykryto nowym tynkiem, zmieniono wygląd pilastrów i kolor elewacji; jej pierwotny wygląd przywrócono podczas restauracji w 2008 roku. 22 czerwca 1991 bazylikę odwiedził papież Jan Paweł II. Budynek został uszkodzony wskutek wstrząsów sejsmicznych w 2012, szkody naprawiono w przeciągu następnego roku.

## Architektura
Renesansowa, jednonawowa świątynia wzniesiona na planie krzyża łacińskiego stanowiła wzór dla wielu późniejszych budowli. Fasada nawiązuje formą do wyglądu łuków triumfalnych, nad naczółkiem ustawiono jedno przęsło sklepienia, zwane ombrellone (pl. parasol). Nawę z obu stron okalają kaplice boczne, przykrywa ją sklepienie kolebkowe udekorowane namalowanymi kasetonami. Do fasady dostawiona jest gotycka dzwonnica zwieńczona stożkowatą iglicą. XVIII-wieczna kopuła reprezentuje z kolei styl barokowy, ma średnicę 25 m i wysokość 80 m. Na przedłużeniu północnego ramienia transeptu zachował się średniowieczny fragment krużganków dawnego klasztoru. Wnętrze zdobi monumentalny nagrobek Andrei Mantegni, malarza i rytownika zmarłego w 1506 roku, pochowano tu również kilku członków rodu Gonzagów. Kaplicę pw. Krwi Pańskiej i św. Longina zdobią freski autorstwa Giulia Romana i jego współpracowników. Przechowywane w krypcie relikwie Krwi Chrystusa są celem pielgrzymek.

## Galeria

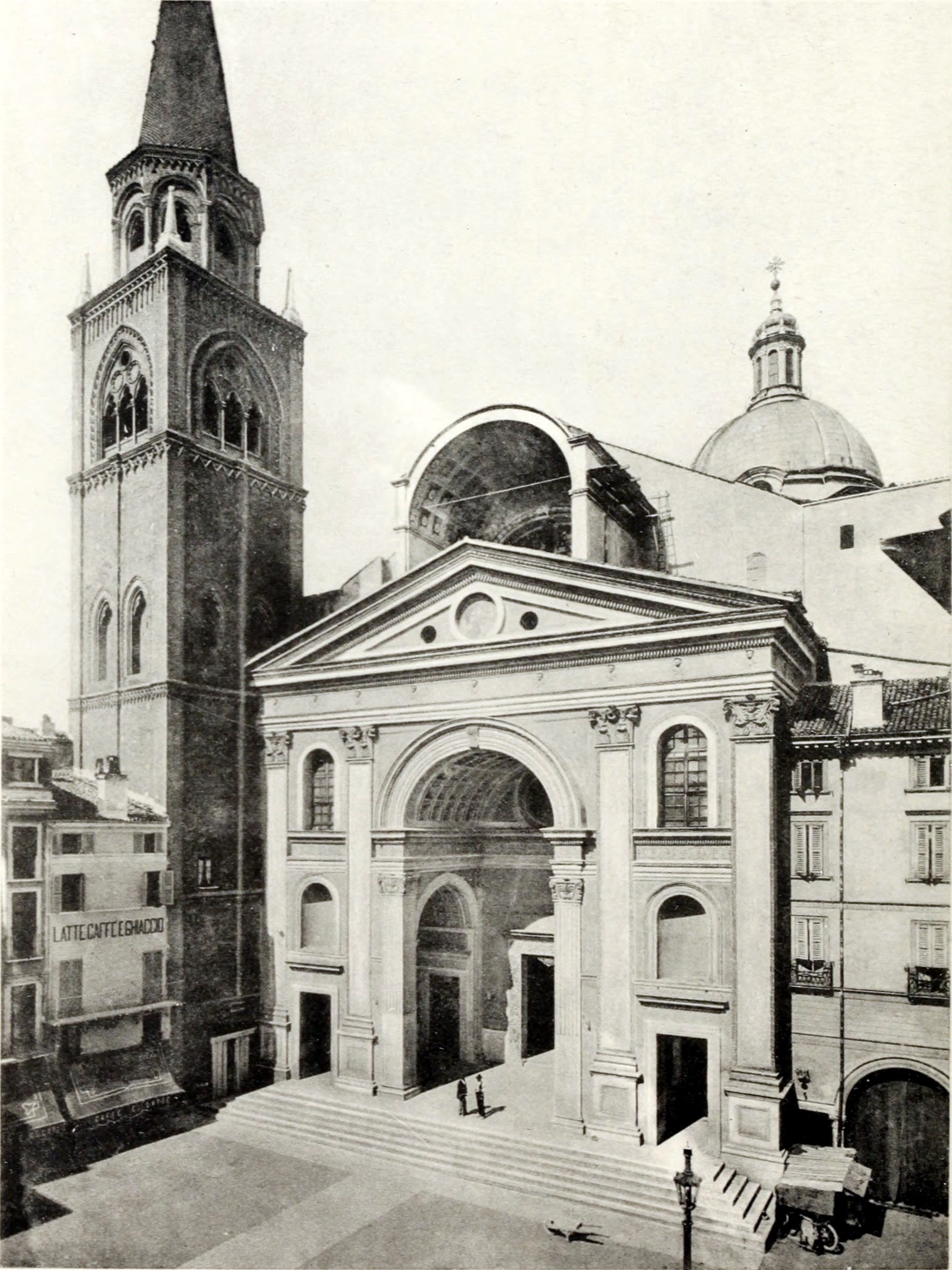
Fasada w 1909
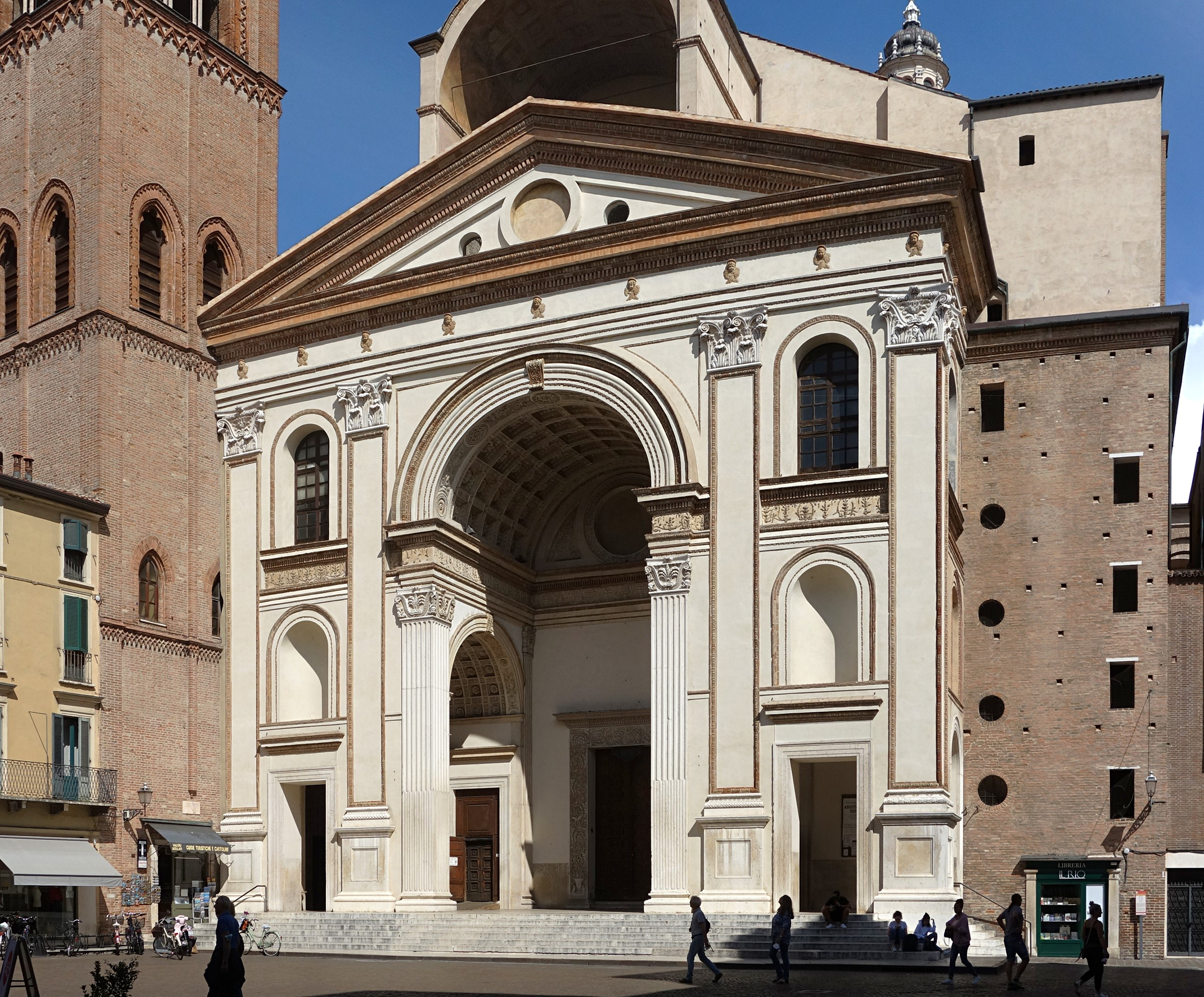
Fasada w 2021
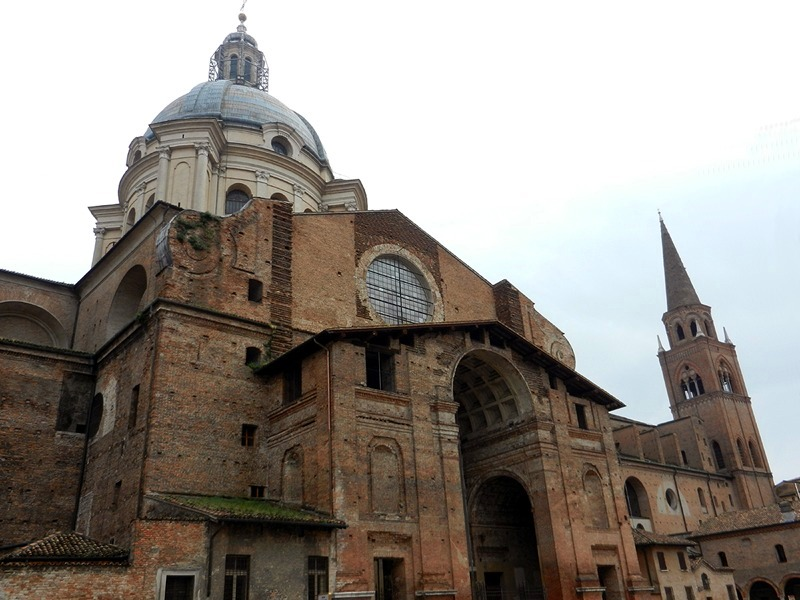
Widok z północy
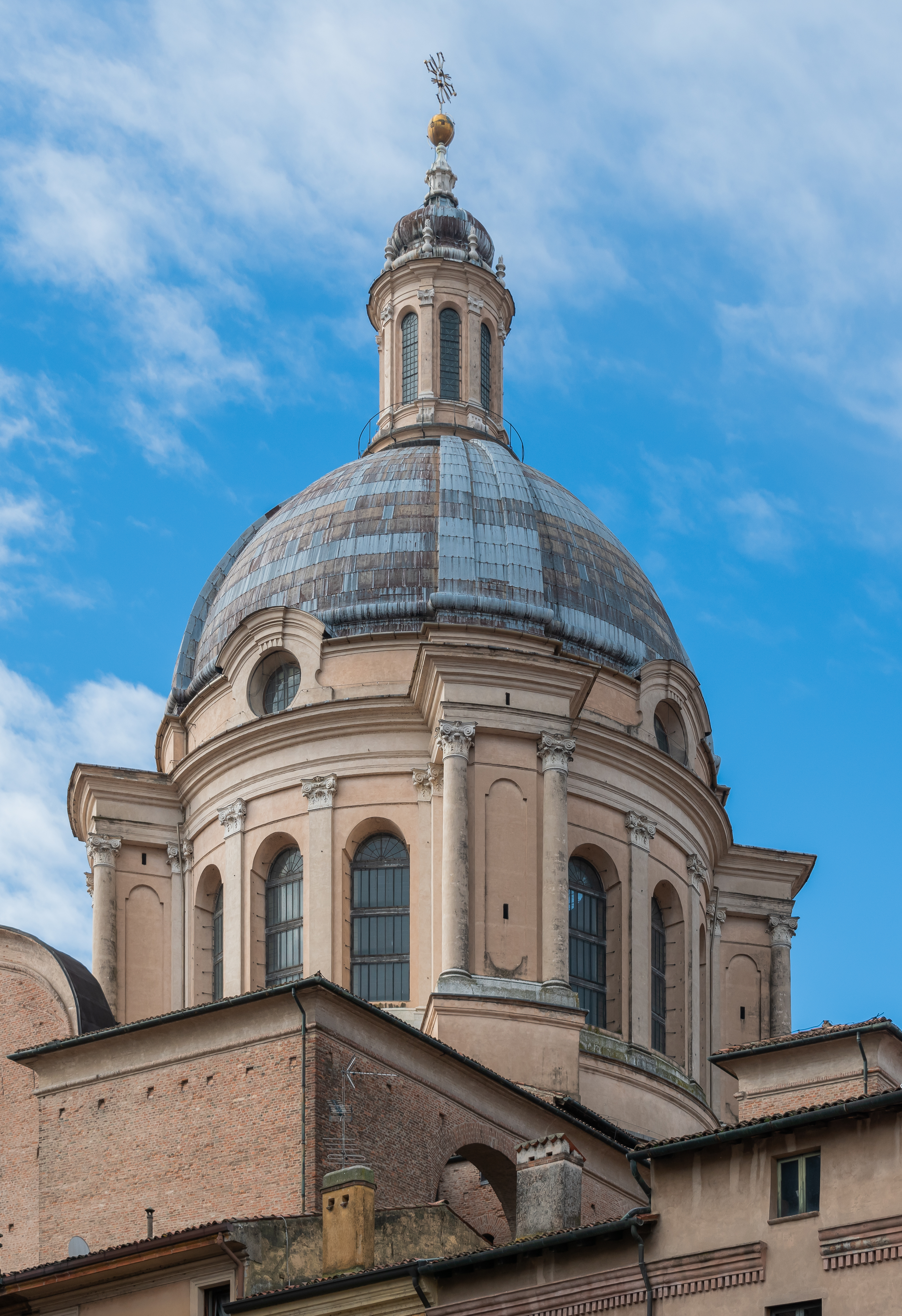
Barokowa kopuła
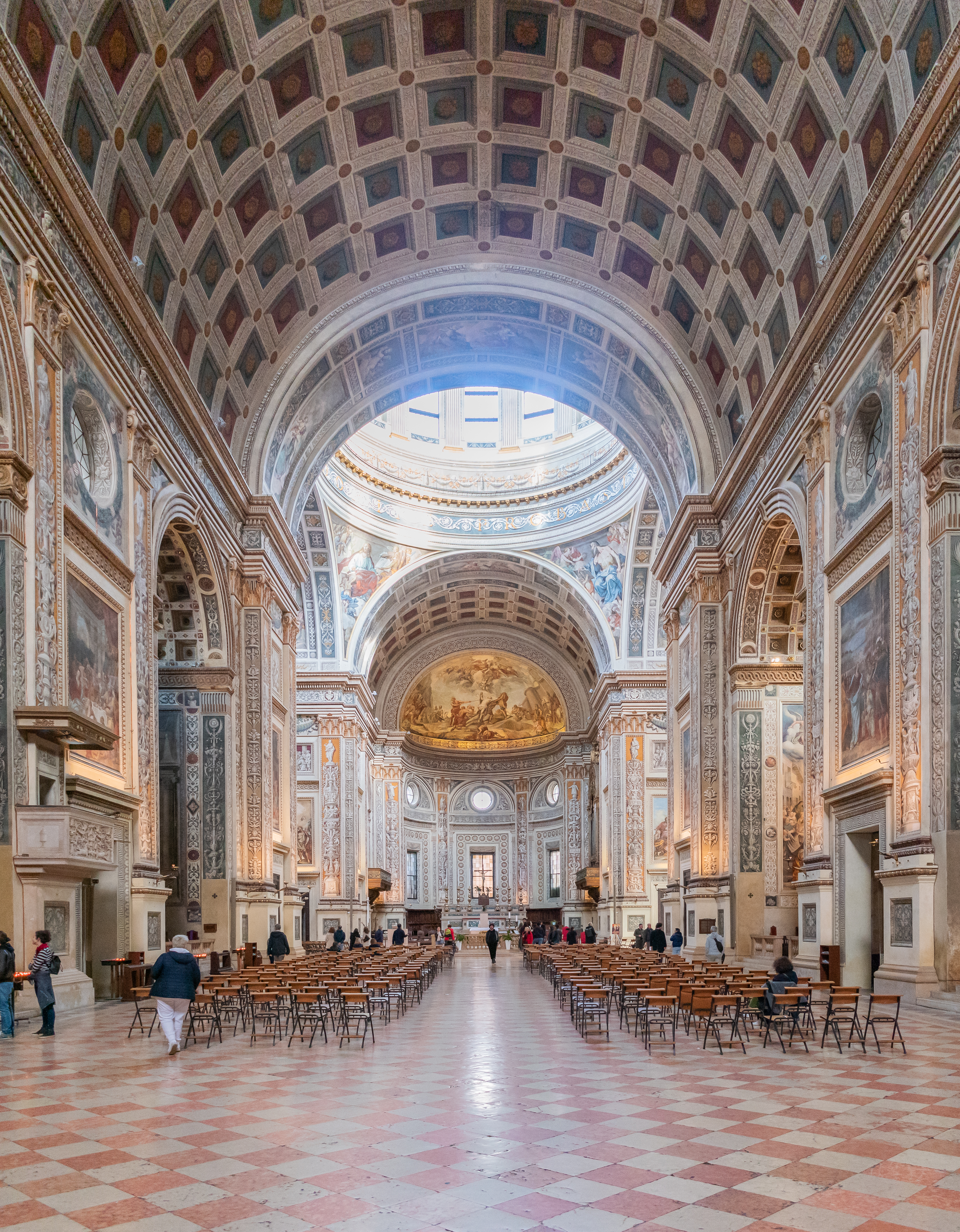
Wnętrze
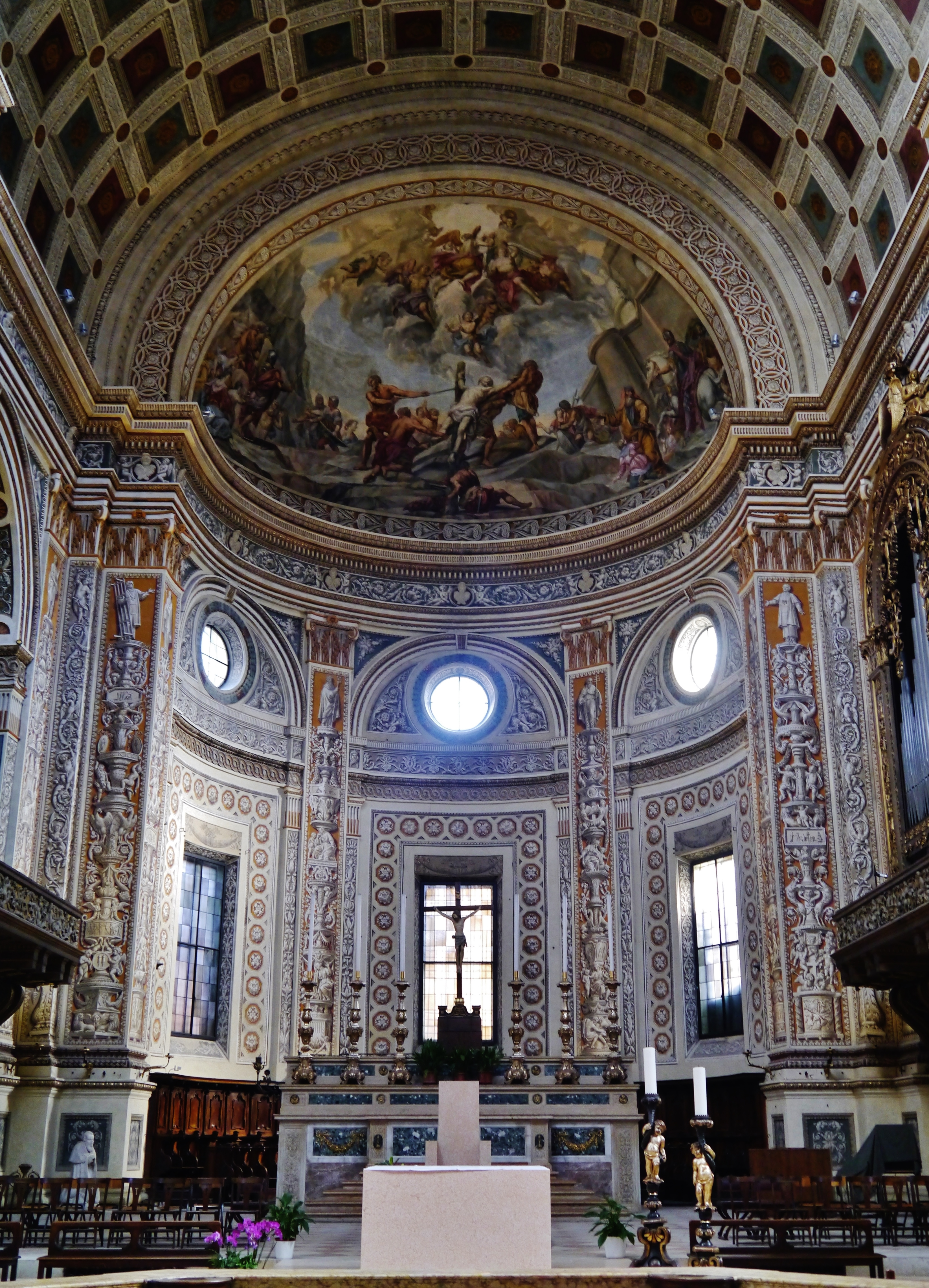
Prezbiterium
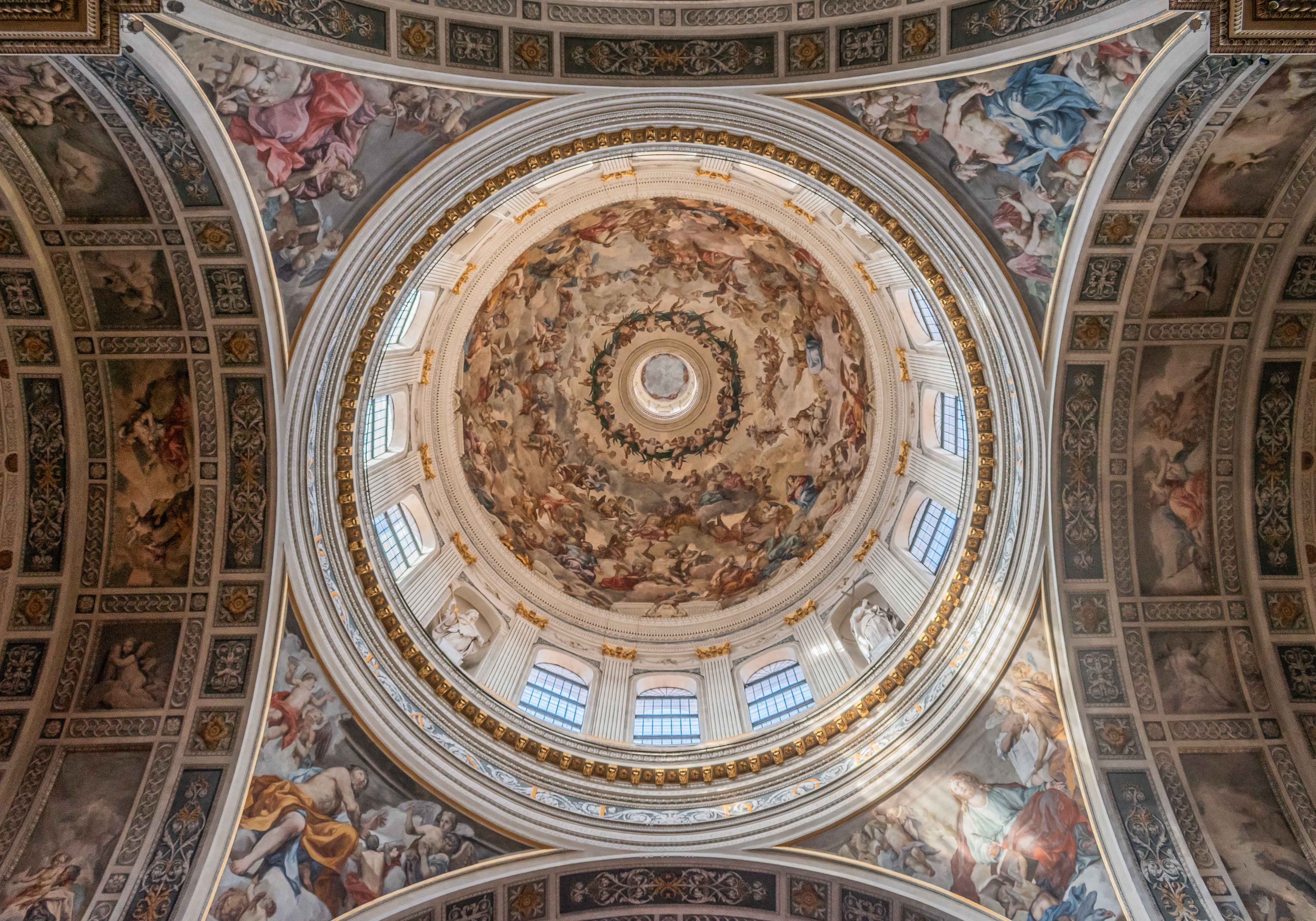
Kopuła od wewnątrz
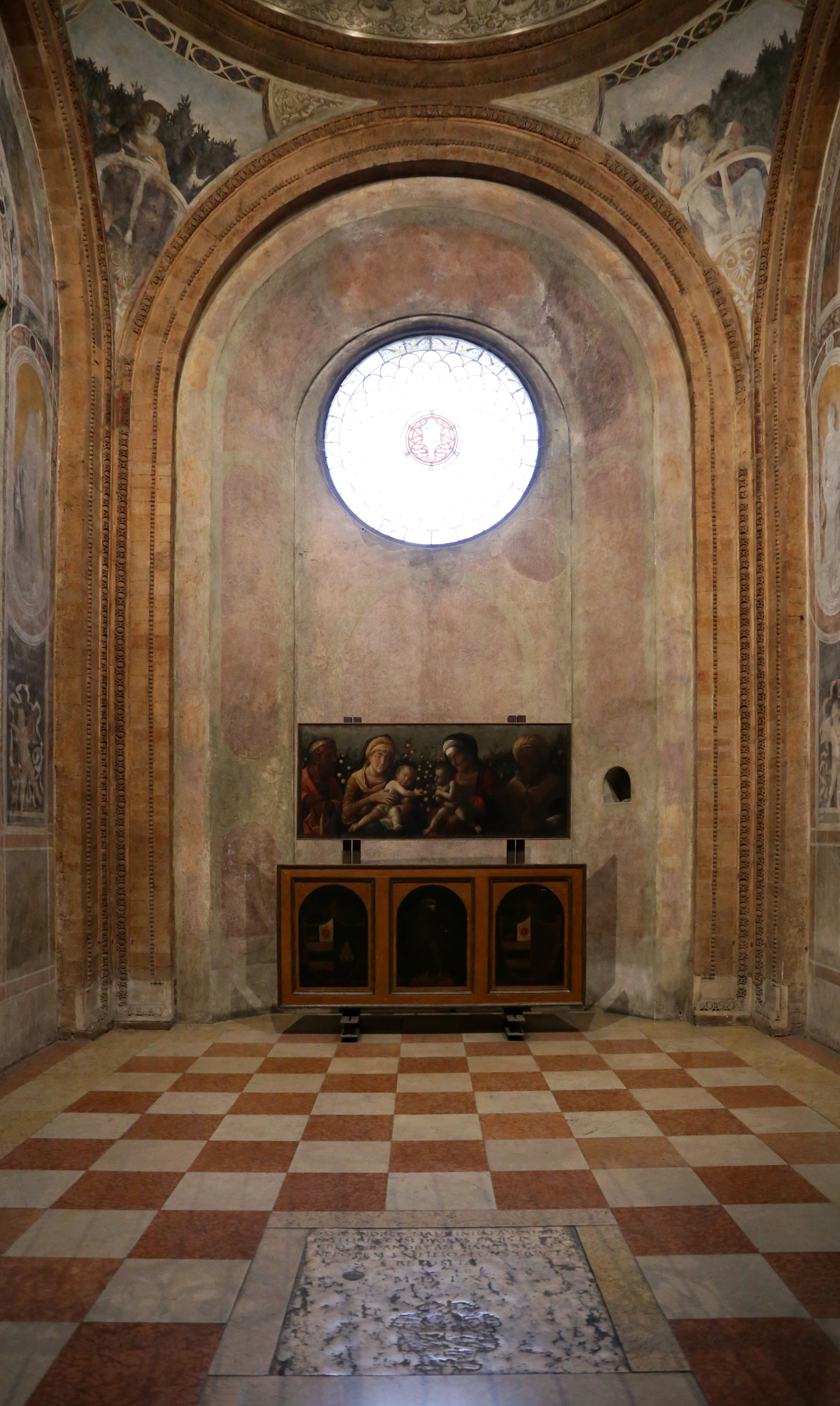
Kaplica grobowa Andrei Mantegni